# Aboridžini
Aboridžini  (domorodci, urođenici, starosjedioci) jest skupni naziv za domorodačka plemena Australije. Korijen ove riječi je ab origine što znači 'od početka' (prebivati na jednom mjestu od pamtivijeka), došla je iz latinskog, i poznata je u frazi "Agnus, qui est occisus ab origine mundi" koja znači "Jaganjca, koje će biti ubijeno od početka svijeta". Jedno neidentificirano pleme s apeninskog poluotoka prvo je dobilo ime Aborigines. Kasnije se riječ internacionalizira, označava prastanovnika neke zemlje ili kontinenta. Danas je to uobičajeni naziv za australske domorodce.
Domorodci Australije naseljavaju svoj kontinent najmanje 30,000 godina.
Prema mišljenjima znanstvenika na kontinent su se naselili još u vrijeme posljednjeg ledenog doba. Tada su veliki otoci Nova Gvineja i Borneo bili veći nego danas, a morski prolaz između njih i Australije mnogo uži. Sumnja se da su preci današnjih australskih domorodaca u Australiju došli iz tih područja. Premda današnji Papuanci i susjedni Melanezijci imaju crnu put poput Australaca, fizičke razlike su ipak očite, i na prvi pogled lako ih je razlikovati. Tipovi kulture su također različiti, no oni mogu nastati zbog različitih klimatsko-geografskih uvjeta. Jezično se Australci danas klasificiraju u porodicu 'Australian'.
Oko 50 000 australskih državljana (0.25% od ukupnog stanovništva) govori nekim od aboridžinskih jezika kao materinskim, a najrasprostranjeniji su zapadni pustinjski (7 400) i arrernte (5 500).

## Društvena organizacija i sistem srodstva
Domorodci Australije podijeljeni su na više stotina plemena, govorilo se oko 600 jezika. Nekada ih je bilo mnogo više nego danas, mnogi su nestali ili su asimilirani u suvremeno australsko društvo. Svako njihovo pleme govorilo je vlastitim jezikom, a i razne lokalne grupe su vjerojatno razvile posebne dijalekte. Domorodci su bili organizirani po malenim bandama ili porodičnim grupama.
Svaka je imala vođu, obično starijeg iskusnijeg muškarca. Njihove socijalne porodice sastojale od očevog oca i često od njegovog brata ili braće, oni se po njihovom sistemu srodstva također nazivaju 'očev otac'; njegove žene ili žena; oca; i možda njegove braće (to su ujaci). Otac se u njihovoj terminologiji često naziva 'djetetov otac'. Vođa ovakve grupe odlučuje gdje će se i kada postaviti logor, odnosno krenuti dalje, i u kojem smjeru. Vođe su trebale dobro poznavati plemenski teritorij, gdje ima vode, gdje se i kada može što uloviti ili pronaći za hranu. Omladina je bila podvrgavana inicijacijama, često veoma zahtjevnim operacijama kao što su subincizija, klitoridektomija, pa čak i odsijecanje jednog testisa. Sva njihova plemena, osim plemena Bad imala su totemske klanove. Klanovi su bili podijeljeni unutar dvije ženidbene klase.

## Običaji
Domorodci se bave lovom i sakupljanjem. Koplje i bumerang bili su njihovo glavno oružje. Obalni domorodci sakupljali su mekušce, kao školjke i rakove. U pustinjskim predjelima hvatali su životinje, ptice i razne reptile. Sva lovina koju je lovac uhvatio dijelila se s čitavom grupom. Hrana se pripremala nad otvorenom vatrom. Sakupljanje bilja i sjemenja također je bilo značajno. Poput kalifornijskih plemena, i Aboridžini su znali mljevenjem nekog sjemenja proizvesti brašno.
Neki logori ovih domorodaca znali su imati 6-10 osoba, a bilo ih je čak do 400. Njihove kolibe od kore drveta poznate su pod imenom gunyah. Količina hrane bez sumnje je utjecala na veličinu logora. Svaki dan članovi bande odlaze iz logora u potragu za hranom, da bi se zatim vračali natrag i dijelili je s ostalim članovima. Glavna svečanost poznata je pod imenom corroboree, a glazbala didgeridoo, štapići za udaranje i zvečke. Vjerovali su i u reinkarnaciju. Nakon smrti duša se ponovno vraća na zemlju u obliku neke životinje.

### Inicijacija
U australskim domorodačkim narodima iskušenik je tijekom složenih obreda inicijacije podvrgnut pokori i mučenju. Mora se povući iz društva u kojemu mu se do tada odvijao život, zabranjeno mu je vidjeti žene i neupućene te odlazi živjeti u šikaru. Tamo je daleko od svojih bližnjih, pod paskom nekolicine starješina koji mu služe kao kumovi. Smatra se kako je šuma tako prirodna sredina da u nekih naroda riječ za inicijaciju znači "ono što je iz šume". Novak je često tijekom ceremonija kojima prisustvuje urešen lišćem. U dugim mjesecima zabranjen mu je cijeli niz namirnica, a dopuštena mu je samo količina hrane dovoljna za održavanje golog života. Ponekad mora strogo postiti ili jesti odvratnu hranu, kumovi mu prinose jela ustima jer ih ne smije dodirivati vlastitim rukama. U nekim slučajevima mora prosjačiti kako bi se održao na životu, spava samo koliko mu je neophodno. Mora se suzdržavati govoriti dok mu se ne obrate, a svoje potrebe izražava znakovima. Zabranjena mu je svaka zabava. Ne smije se prati, ponekad se ne smije ni pomicati. Ostaje gol opružen na zemlji. Ishod tih mnogobrojnih zabrana korjenita je promjena stanja. Prije inicijacije živio je sa ženama i bio isključen iz kulta. Odsad mu je dopušteno društvo muškaraca i sudioništvo u obredima, preobražaj je tako potpun da se opisuje kao drugo rođenje. Zamišlja se da je mrtva profana osoba, kakva je dotad bio, da ju je ubio i sa sobom odnio bog inicijacije (Bundžil, Bajame ili Daramulun). Posve nova osoba zauzela je mjesto one koje više nema.
U australskome domorodačkom narodu Latakija dok su novaci osamljeni u šumi kumovi i nadzornici zadaju im svakog trenutka grube udarce, ne upozoravajući ih prethodno i bez ikakva razloga. U Urabuna se u određenom trenutku novak ispruži na zemlji, licem prema tlu. Svi prisutni muškarci žestoko ga udaraju, a zatim mu na leđima načine niz posjekotina. Njih od 4 do 8 raspoređene su s obiju strana kralježnice, a jedna posred tjemena. U Arunta se prvi obred inicijacije sastoji u bacanju momka uvis; muškarci ga bacaju, hvataju kad padne i opet bacaju. U istom narodu jedan obred se sastoji od lijeganja mladića na postelju od lišća pod kojom je raspoređen žar. Ostaje nepokretno opružen usred nesnosne topline i zagušljivog dima. U Urabuna uz sve to dok se paćenik nalazi u tom položaju udaraju ga po leđima. U Arunta, Varamunga i nekoliko drugih naroda određene osobe zadužene se u danom trenutku inicijacije bez milosti zarinuti zube u kožu glave novaka, što on teško podnese bez krikova. Svrha toga obreda je potaknuti rast kose. Postoje i obredi čupanja dlaka. U Arunta i Kaitiša muškarci i žene štapićima užarenim u plamenu zadaju jedni drugima male rane na rukama, ne bi li ih izvještili u paljenju vatre ili dali im snagu potrebnu za nošenje teških naramaka drva. Djevojke u narodu Varamunga odrežu si drugi i treći zglob kažiprsta na jednoj ruci, uvjerene da prst tako postaje spretniji u pronalaženju jamova. Zabilježeni su i obredi vađenja zuba, obrezivanja, podrezivanja i odsijecanja jednog sjemenika. Svi oni imaju za cilj iskušati vrsnost novaka i objaviti je li dostojan biti primljen u religijsko društvo.

## Hrvati i Aboridžini
Brodolom barke Stefano 1875. godine kod obale sjeverozapadne Australije, o kojoj su održani simpoziji, izložbe, objavljeni znanstveni radovi i knjige, zauvijek je povezala Hrvate i Aboridžine. Sjećanja preživjelih hrvatskih mornara koje su primili domorodci Aboridžini i koja su prenijeli, javnosti onog vremena pokazala su novu sliku Aboridžina koja je dotad u kolonizatorskoj javnosti smatran drugorazrednim narodom. Dvojica mladih Hrvata, Miho Bačić i Ivan Jurić, opisala su Aboridžine kao darežljive, hrabre, časne ljude, nasuprot raširenog kolonijalnog prikaza, u kojem su domorodci opisivani rasistički, poput niže vrste.

## Vanjske poveznice
- Aborigines